# Мехмет Капанджи вила
Мехмет Капанджи вила (на гръцки: Βίλα Μεχμέτ Καπαντζή) е историческа постройка в град Солун, Гърция, в която днес се помещава Солунският културен център на Националната банка на Гърция.

## Местоположение
Намира се в солунския квартал Пиргите, на булевард „Василиса Олга“ № 108. Съседната сграда е Ахмет Капанджи вила на булевард „Василиса Олга“ № 105, в която днес се намира Организацията за планиране и опазване на околната среда в Солун.

## История
Сградата е построена в периода 1890 – 1895 година, най-вероятно в 1893 година, за семейството на солунчанина Мехмет Капанджи от видния архитект Пиеро Аригони. Той и братята му Ахмет и Юсуф са видни солунски общественици. Мехмет Капанджи е президент на Търговската камара на Солун, а Ахмет е кмет на Солун в периода 1907 - 1908 година. Семейството Капанджи са сефарадски евреи дьонме, които остават в Солун до размяната на населението през 20-те години на XX век, когато се установяват в Цариград. В 1912 година, когато градът е окупиран от гръцката армия, в сградата се настанява принц Николаос, първият военен командир на града. През 1917 година във вилата се установява премиерът Елевтериос Венизелос, ръководител на Временното (революционното) правителство със седалище в Солун. В периода 1918-1922 година сградата се използва като резиденция на семействата Капанджи и Коен. След Малоазийската катастрофа и до 1928 година в стаите на сградата се помещават семейства бежанци. В 1928 година сградата става собственост на Националната банка. По същото време в нейните помещения се установява американската компания „Фаундейшън“, която изпълнява важни проекти за подобряване на земята в Централна Македония. В 1938 година в сградата се помещава Пета мъжка гимназия, която остава там до 1972 година с изключение на Втората световна война. В 1940 година сградата е иззета от армията и работи като военна пекарна. По време на окупацията е иззета от германските власти, докато след освобождението до лятото на 1945 година в нея са настанени британските военни власти. Оттогава до 1972 година в него отново се помещава Петата гимназия. В 1972 година сградата е изоставена, тъй като се нуждае от основен ремонт след продължителното ѝ използване и промените във функциите, които е преживяла. Националната банка я възстановява от 1982 до 1898 година, за да я използва за културни цели. Възстановяването има за цел да сведе до минимум интервенциите, които променят оригиналната форма на сградата и да запази оригиналните елементи на сградата.

## Архитектура
В архитектурно отношение сградата е еклектична и се характеризира с влиянието на централноевропейската архитектура. Отличава се съса сложността на обема и сложният покрив със стръмни склонове. Построена е върху крайбрежен парцел от около четири декара. По времето, когато е построена, западната фасада се вижда само от морето. Състои се от две сгради, свързани помежду си, основната сграда и кулата. Основната сграда е широка 16,50 m, дълга 19 m и висока 18 m. Тя включва три етажа - полусутерен, повдигнат партер и първи етаж, както и таванско помещение. Кулата е широка 4,40 m и дълга 6,60 m с четири етажа. Главният вход е разположен отстрани на днешната улица „Василиса Олга“. Декорацията вътре в сградата е богата и разнообразна и служи за разграничаване и разделяне на нейните пространства. Различни са материалите на подовете - мрамор на входовете, паркет в приемните и дюшеме в останалите, дограми и тавани. Двойното стълбище има монументален характер и има дървена ламперия, богато украсени парапети и осветление. Покривите на приземния и първия етаж са боядисани, с изключение на централните зони. Отоплението на къщата става с 2 порцеланови печки, високи по 3 метра. Едната семейство Капанджи демонтира и взима със себе си в Цариград, а другата е във Фолклорния музей в Солун.